# Черв'яга двоколірна
Черв'яга двоколірна (Scolecomorphus vittatus) — вид земноводних з роду Африканська черв'яга родини Африканські черв'яги.

## Опис
Загальна довжина голови й тіла — 14,1-37,6 см, іноді зустрічалися особини до 40 см, у діаметрі приблизно 15 мм. Голова звужена. на верхній щелепі є рядок 14—25 загнутих зубів. Очі відносно добре розвинені. Щупальці поблизу морда, вони довгі та стрункі. Тулуб довгий. Має 120–148 первинних кілець. Хвіст короткий.
Сина має чорний, темно-коричневий або фіолетовий колір. Підборіддя темно-коричневого або рожевого забарвлення. Колір черева коливається від яскраво-червоного до рожевого кольору.

## Спосіб життя
Полюбляє тропічні ліси на висоті від 400 до 1500 метрів над рівнем моря. Веде в основному підземний спосіб життя, але часто її можна зустріти на поверхні після дощу. Живиться здебільшого земляними хробаками, хоча поїдає деякі види членистоногих, мурах родини Myrmicinae.
Це живородний вид.

## Розповсюдження
Поширена в східній і північно—східної Танзанії.